# MTV Europe Music Awards 1997
Die MTV Europe Music Awards 1997 wurden am 6. November 1997 im Ahoy Rotterdam, Rotterdam, Niederlande verliehen. Moderator war Ronan Keating. Gewinner des Abends waren The Prodigy, die insgesamt drei Awards gewannen.
1997 wurden die folgenden Kategorien neu eingeführt:
- Best Alternative Act
- Best Live Act
- Best Rap Artist
- Best R&B Act

## Sieger und Nominierte
| Kategorie                        | Gewinner                                 | Nominierte |
| -------------------------------- | ---------------------------------------- | --- |
| Best Song                        | Hanson – Mmmbop                          | The Cardigans – Lovefool Puff Daddy (feat. Faith Evans und 112) – I’ll Be Missing You No Doubt – Don’t Speak Will Smith – Men in Black                   |
| Best Video                       | The Prodigy – Breathe                    | Blur – Song 2 The Chemical Brothers – Block Rockin’ Beats Daft Punk – Around the World Radiohead – Paranoid Android                                      |
| Best Female                      | Janet Jackson                            | Björk Toni Braxton Sheryl Crow Madonna |
| Best Male                        | Jon Bon Jovi                             | Babyface Beck Michael Jackson George Michael |
| Best Group                       | Spice Girls                              | Oasis The Prodigy U2 Radiohead |
| Best New Act                     | Hanson                                   | Meredith Brooks Puff Daddy No Doubt Spice Girls |
| Best Dance                       | The Prodigy                              | Backstreet Boys The Chemical Brothers Daft Punk Spice Girls                                                                                              |
| Best Rock                        | Oasis                                    | Aerosmith Jon Bon Jovi Bush Skunk Anansie |
| Best Alternative                 | The Prodigy                              | Beck Blur Radiohead The Verve |
| Best R&B                         | Blackstreet                              | Toni Braxton Ginuwine Michael Jackson R. Kelly |
| Best Rap                         | Will Smith                               | Blackstreet Coolio Puff Daddy The Notorious B.I.G. |
| Best Live Act                    | U2                                       | Aerosmith Michael Jackson PRadiohead Skunk Anansie |
| MTV Select (Zuschauerabstimmung) | Backstreet Boys – As Long as You Love Me | Hanson – Where’s the Love Puff Daddy (feat. Faith Evans und 112) – I’ll Be Missing You Oasis – Don’t Look Back in Anger Spice Girls – Spice Up Your Life |
| Free Your Mind Award             | Landmine Survivors Network               | |

## Auftritte
- U2 – Mofo
- Björk – Bachelorette
- Spice Girls – Spice Up Your Life
- Skunk Anansie – Hedonism (Just Because You Feel Good)
- LL Cool J – Phenomenon
- Blackstreet (featuring Slash) – Fix
- Jon Bon Jovi – Janie, Don't Take Your Love To Town
- Aerosmith – Pink / Falling in Love (Is Hard on the Knees)
- Backstreet Boys – As Long as You Love Me / Everybody (Backstreet’s Back)
- Jovanotti – L'ombelico del Mondo

## Präsentatoren
- Dennis Hopper – stellte U2 vor
- Alicia Silverstone – präsentierte Best Dance
- Backstreet Boys – präsentierten Best Male
- Stephen Dorff und Saffron – präsentierte Best Song
- Missy Elliott und David Arquette – präsentierten Best Rap
- Louise und Mark Owen – präsentierten Best Female
- Peter Andre und Eternal – präsentierten Best Alternative
- Dennis Hopper – präsentierte Free Your Mind Award
- Caprice Bourret und Steven Tyler – präsentierten Best Group
- Robbie Williams und Gena Lee Nolin – präsentierten Best New Act
- Prince Naseem und Björk – präsentierte Best Live Act
- Nina Persson und Katja Schuurman – präsentierten MTV Select
- Hanson – präsentierten Best Video

## Offizielle Website
- Offizielle Website